# Ciclo del carbono del permafrost

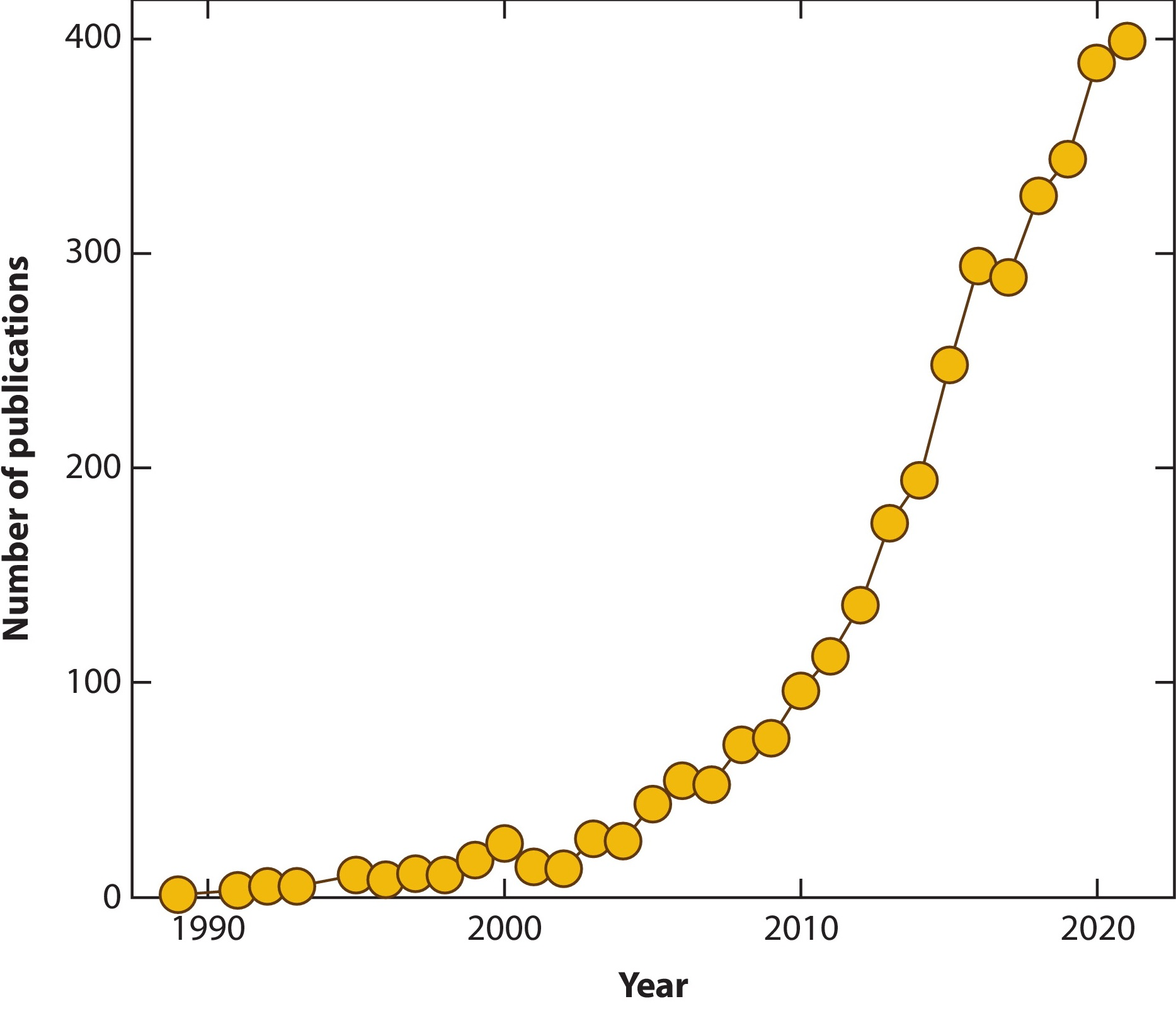
El número anual de artículos de investigación científica publicados sobre el tema del carbono del permafrost ha crecido desde casi nada alrededor de 1990 a alrededor de 400 en 2020.

El ciclo del carbono del permafrost o ciclo del carbono del Ártico es un subciclo del más amplio ciclo global del carbono. El permafrost se define como el material del subsuelo que permanece por debajo de 0 ° C (32 ° F) durante al menos dos años consecutivos. Debido a que los suelos de permafrost permanecen congelados durante largos períodos de tiempo, almacenan grandes cantidades de carbono y otros nutrientes dentro de su estructura congelada durante ese tiempo. El permafrost representa un gran reservorio de carbono, que a menudo fue descuidado en las investigaciones iniciales para determinar los reservorios globales de carbono terrestre. Sin embargo, desde principios de la década de 2000 se ha prestado mucha más atención al tema,  con un enorme crecimiento tanto en la atención general como en la producción de investigación científica. 
El ciclo del carbono del permafrost se ocupa de la transferencia de carbono desde los suelos de permafrost a la vegetación terrestre y a los microbios, a la atmósfera, de nuevo a la vegetación y, finalmente, de nuevo a los suelos de permafrost a través del entierro y la sedimentación debido a procesos criogénicos. Parte de este carbono se transfiere al océano y a otras partes del planeta a través del ciclo global del carbono. El ciclo incluye el intercambio de dióxido de carbono y metano entre los componentes terrestres y la atmósfera, así como la transferencia de carbono entre la tierra y el agua como metano, carbono orgánico disuelto, carbono inorgánico disuelto, carbono inorgánico particulado y carbono orgánico particulado. 

## Almacenamiento
Los suelos, en general, son los mayores reservorios de carbono en los ecosistemas terrestres. Esto también es válido para los suelos del Ártico que tienen como base el permafrost. En 2003, Tarnocai et al. utilizaron la base de datos de suelos de latitudes medias y septentrionales para determinar las reservas de carbono en criosoles (suelos que contienen permafrost a dos metros de la superficie del suelo).  Los suelos afectados por el permafrost cubren casi el 9% de la superficie terrestre de la Tierra, pero almacenan entre el 25 y el 50% del carbono orgánico del suelo. Estas estimaciones muestran que los suelos de permafrost constituyen un importante depósito de carbono.  Estos suelos no sólo contienen grandes cantidades de carbono, sino que también lo secuestran a través de procesos criogénicos y de crioturbación.  

### Procesos
El carbono no se produce en el permafrost. El carbono orgánico derivado de la vegetación terrestre debe incorporarse a la columna del suelo y posteriormente al permafrost para ser almacenado de manera efectiva. Debido a que el permafrost responde lentamente a los cambios climáticos, el almacenamiento de carbono elimina carbono de la atmósfera durante largos períodos de tiempo. Las técnicas de datación por radiocarbono revelan que el carbono dentro del permafrost suele tener miles de años.   El almacenamiento de carbono en el permafrost es el resultado de dos procesos principales.
- El primer proceso que captura carbono y lo almacena es el crecimiento singénico del permafrost. [11] Este proceso es el resultado de una capa activa constante donde el espesor y el intercambio de energía entre el permafrost, la capa activa, la biósfera y la atmósfera, dan como resultado el aumento vertical de la elevación de la superficie del suelo.[12][13] Esta agradación del suelo es el resultado de la sedimentación eólica o fluvial y/o la formación de turba. Las tasas de acumulación de turba son tan altas como 0,5 mm/año, mientras que la sedimentación puede causar un aumento de 0,7 mm/año. Los depósitos de limo gruesos resultantes de la abundante deposición de loess durante el último máximo glacial forman suelos espesos ricos en carbono conocidos como yedoma. [14] A medida que ocurre este proceso, el suelo orgánico y mineral que se deposita se incorpora al permafrost a medida que la superficie del permafrost se eleva.
- El segundo proceso responsable de almacenar el carbono es la crioturbación, la mezcla del suelo debido a los ciclos de congelación y descongelación. La crioturbación mueve el carbono desde la superficie a las profundidades dentro del perfil del suelo. El levantamiento por helada es la forma más común de crioturbación. Con el tiempo, el carbono que se origina en la superficie se desplaza lo suficientemente profundo hacia la capa activa para incorporarse al permafrost. Cuando la crioturbación y la deposición de sedimentos actúan juntas, las tasas de almacenamiento de carbono aumentan. [14]

### Estimaciones actuales

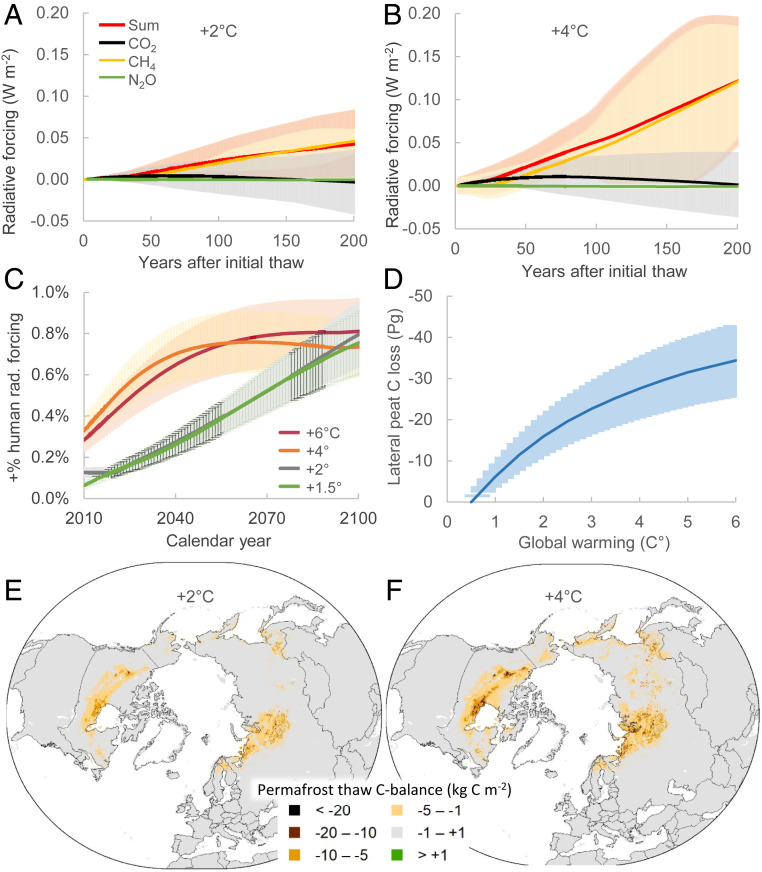
Turberas de permafrost sometidas a distintos grados de calentamiento global y las emisiones resultantes como fracción de las emisiones antropogénicas necesarias para causar ese grado de calentamiento.

Se estima que el inventario total de carbono orgánico del suelo (SOC=soil organic carbon) en la región de permafrost circumpolar del norte equivale a alrededor de 1.460–1.600 Pg.  (1 Pg = 1 Gt = 10 15 g)   Si se incluye el contenido de carbono de la meseta tibetana, es probable que los depósitos totales de carbono en el permafrost del hemisferio norte sean de alrededor de 1832 Gt.  Esta estimación de la cantidad de carbono almacenado en los suelos de permafrost es más del doble de la cantidad que hay actualmente en la atmósfera. 
La columna de suelo en los suelos de permafrost generalmente se divide en tres horizontes, 0-30 cm, 0–100 cm y 1–300 centímetro. El horizonte más superior (0–30 cm) contiene aproximadamente 200 Pg de carbono orgánico. El 0–100 cm horizonte contiene cerca de 500 Pg de carbono orgánico, y el horizonte 0–300 cm contiene aproximadamente 1024 Pg de carbono orgánico. Estas estimaciones duplicaron con creces las reservas de carbono conocidas anteriormente en los suelos de permafrost.    Existen reservas de carbono adicionales en yedoma (400 Pg), depósitos de loess ricos en carbono que se encuentran en toda Siberia y en regiones aisladas de América del Norte, y en depósitos deltaicos (240 Pg) en todo el Ártico. Estos depósitos son generalmente más profundos que los 3 m investigados en los estudios tradicionales.  Surgen muchas preocupaciones debido a la gran cantidad de carbono almacenado en los suelos de permafrost. Hasta hace poco, la cantidad de carbono presente en el permafrost no se tenía en cuenta en los modelos climáticos y los presupuestos globales de carbono.  

## Liberación de carbono del permafrost
El carbono circula continuamente entre el suelo, la vegetación y la atmósfera. A medida que el cambio climático aumenta las temperaturas medias anuales del aire en todo el Ártico, extiende el deshielo del permafrost y profundiza la capa activa, exponiendo el carbono antiguo que ha estado almacenado durante décadas o milenios a procesos biogénicos que facilitan su entrada a la atmósfera. En general, se espera que el volumen de permafrost en los 3 m superiores del suelo disminuya aproximadamente un 25% cada 1 °C (1.8 °F) del calentamiento global.  : 1283 Según el Sexto Informe de Evaluación del IPCC, hay un alto grado de confiabilidad de que el calentamiento global de las últimas décadas ha provocado aumentos generalizados de la temperatura del permafrost.  : 1237 El calentamiento observado fue de hasta 3 °C (5.4 °F) en partes del norte de Alaska (principios de la década de 1980 a mediados de la década de 2000) y hasta 2 °C (3.6 °F) en partes del norte europeo ruso (1970-2020), y el espesor de la capa activa ha aumentado en el Ártico europeo y ruso a lo largo del siglo XXI y en áreas de gran altitud en Europa y Asia desde la década de 1990.  : 1237 En Yukón, la zona de permafrost continuo podría haberse desplazado 100 kilómetros (62,1 mi) hacia los polos desde 1899, pero los registros precisos sólo se remontan a 30 años. Basándose en el alto grado de acuerdo entre las proyecciones de los modelos, la comprensión de los procesos fundamentales y la evidencia paleoclimática, es prácticamente seguro que la extensión y el volumen del permafrost seguirán reduciéndose a medida que el clima global se calienta.  : 1283 

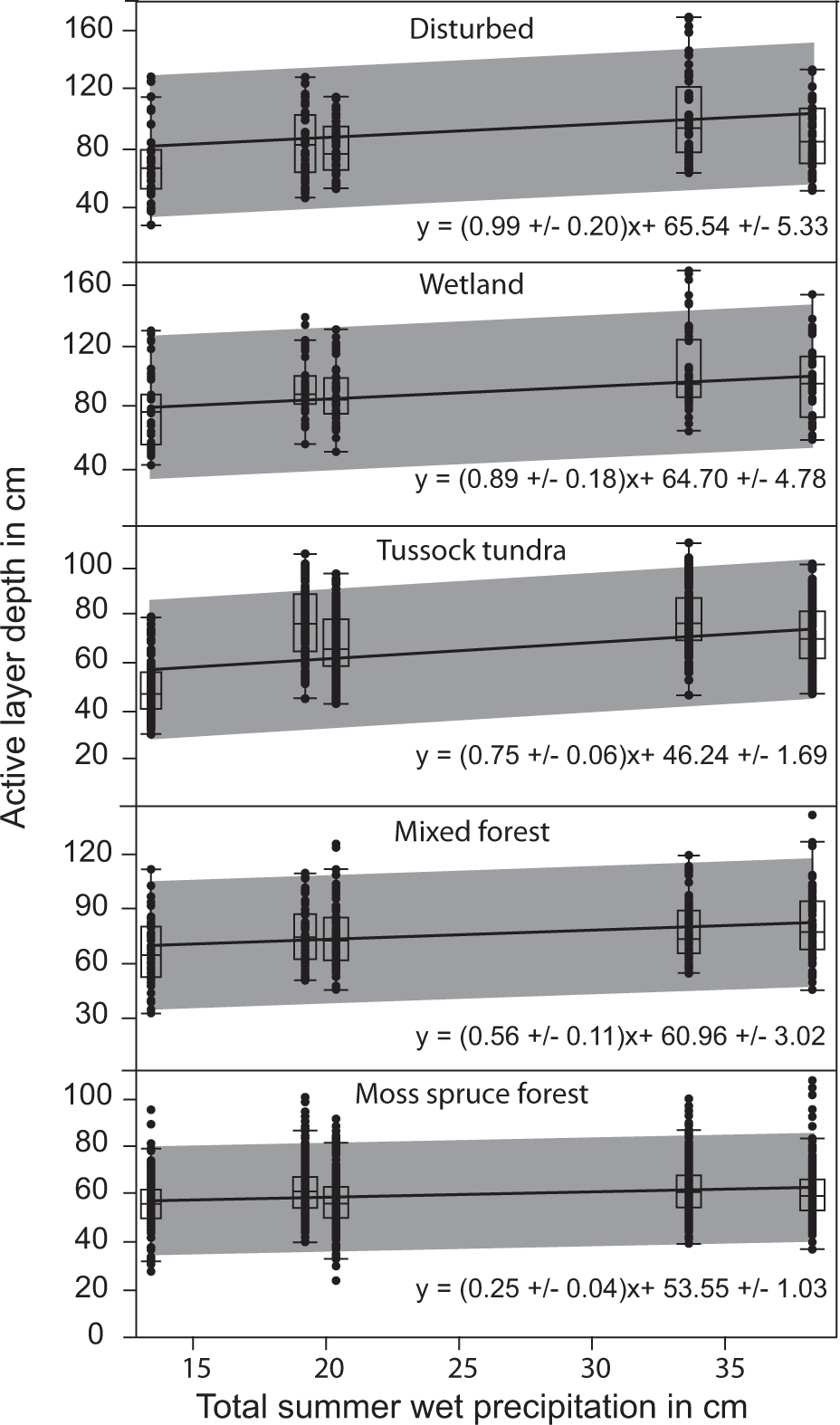
Una mayor precipitación estival aumenta la profundidad de la capa de permafrost sujeta a descongelación, en diferentes entornos de permafrost del Ártico.

Las emisiones de carbono producidas por el deshielo del permafrost contribuyen al mismo calentamiento que facilita el deshielo, lo que lo convierte en una retroalimentación positiva del cambio climático. El calentamiento también intensifica el ciclo hidrológico en el Ártico, y las mayores cantidades de lluvia más cálida son otro factor que incrementa la profundidad del deshielo del permafrost.  La cantidad de carbono que se liberará debido a las condiciones de calentamiento depende de la profundidad del descongelamiento, el contenido de carbono en el suelo descongelado, los cambios físicos en el medio ambiente  y la actividad microbiana y vegetal en el suelo. La respiración microbiana es el proceso principal a través del cual el carbono antiguo del permafrost se reactiva y entra a la atmósfera. La tasa de descomposición microbiana en suelos orgánicos, incluido el permafrost descongelado, depende de controles ambientales, como la temperatura del suelo, la disponibilidad de humedad, la disponibilidad de nutrientes y la disponibilidad de oxígeno.  En particular, concentraciones suficientes de óxidos de hierro en algunos suelos de permafrost pueden inhibir la respiración microbiana y prevenir la movilización de carbono: sin embargo, esta protección sólo dura hasta que el carbono se separa de los óxidos de hierro por bacterias reductoras de hierro, lo que es sólo una cuestión de tiempo en las condiciones típicas.  Dependiendo del tipo de suelo, el óxido de hierro (III) puede aumentar la oxidación de metano a dióxido de carbono en el suelo, pero también puede amplificar la producción de metano por los acetótrofos: estos procesos del suelo aún no se comprenden completamente. 
En conjunto, la probabilidad de que todo el depósito de carbono se movilice y entre en la atmósfera es baja, a pesar de los grandes volúmenes almacenados en el suelo. Aunque las temperaturas aumentaran, esto no implica una pérdida completa del permafrost ni la movilización de todo el depósito de carbono. Gran parte del suelo sustentado por el permafrost permanecerá congelado incluso si el aumento de las temperaturas aumenta la profundidad del deshielo o incrementa el termokarsting y la degradación del permafrost.  Además, otros elementos como el hierro y el aluminio pueden adsorber parte del carbono del suelo movilizado antes de que llegue a la atmósfera, y son particularmente prominentes en las capas de arena mineral que a menudo recubren el permafrost.  Por otra parte, una vez que el área de permafrost se descongele, no volverá a ser permafrost durante siglos, incluso si el aumento de temperatura se revirtiera, lo que lo convierte en uno de los ejemplos más conocidos de puntos de inflexión en el sistema climático.
Un estudio de 1993 sugirió que, si bien la tundra fue un sumidero de carbono hasta fines de la década de 1970, ya se habría transformado en una fuente neta de carbono cuando concluyó el estudio.  El Informe sobre el Ártico de 2019 estimó que el permafrost del Ártico libera entre 0,3 y 0,6 Pg C por año.  Ese mismo año, un estudio estableció la cifra de 0,6 Pg C como la diferencia neta entre las emisiones anuales de 1,66 Pg C durante la temporada de invierno (octubre-abril) y la absorción de carbono de la vegetación estimada por el modelo de 1 Pg C durante la temporada de crecimiento. Se estima que, según el RCP 8.5, un escenario de emisiones de gases de efecto invernadero en constante aceleración, las emisiones invernales  CO2 del dominio del permafrost del norte aumentarían un 41% para 2100. En el escenario "intermedio" RCP 4.5, donde las emisiones de gases de efecto invernadero alcanzan su punto máximo y se estabilizan en las próximas dos décadas, antes de disminuir gradualmente durante el resto del siglo (una tasa de mitigación profundamente insuficiente para cumplir los objetivos del Acuerdo de París ), las emisiones de carbono del permafrost aumentarían un 17%.  En 2022, esto fue desafiado por un estudio que utilizó un registro de observaciones atmosféricas entre 1980 y 2017, y encontró que las regiones de permafrost han estado ganando carbono neto, ya que los modelos basados en procesos subestimaron la absorción neta de CO 2 en las regiones de permafrost y la sobreestimaron en las regiones boscosas, donde el aumento de la respiración en respuesta al calentamiento compensa más de las ganancias de lo que se entendía anteriormente. 
Cabe destacar que las estimaciones de la liberación de carbono por sí solas no representan plenamente el impacto del deshielo del permafrost en el cambio climático. Esto se debe a que el carbono puede liberarse como dióxido de carbono (CO 2 ) o metano (CH 4). La respiración aeróbica libera dióxido de carbono, mientras que la respiración anaeróbica libera metano. Se trata de una diferencia sustancial, ya que, si bien el metano biogénico dura menos de 12 años en la atmósfera, su potencial de calentamiento global es alrededor de 80 veces mayor que el del CO 2 en un período de 20 años y entre 28 y 40 veces mayor en un período de 100 años.  

### Emisiones de dióxido de carbono

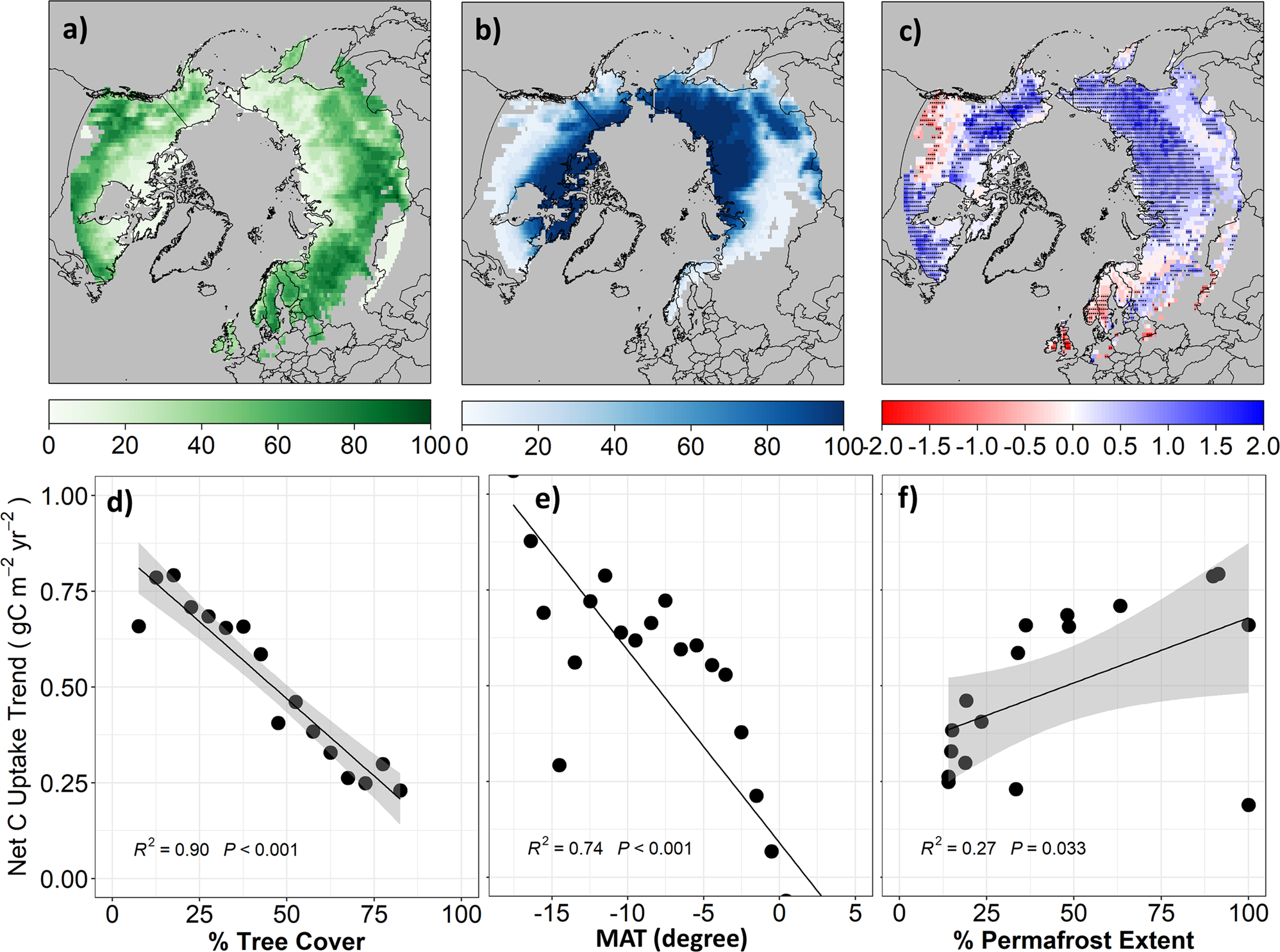
Observaciones recientes sugieren que la absorción ha aumentado a un ritmo más rápido en las áreas con mucho permafrost y una cobertura arbórea limitada que en las áreas con una cobertura arbórea extensa.

La mayor parte del suelo del permafrost proporciona un entorno adecuado para la respiración microbiana aeróbica. Como tal, las emisiones de dióxido de carbono representan la abrumadora mayoría de las emisiones del permafrost y de las emisiones del Ártico en general.  Existe cierto debate sobre si las emisiones observadas en los suelos de permafrost constituyen principalmente una respiración microbiana del carbono antiguo o simplemente una mayor respiración del carbono moderno (es decir, la hojarasca), debido a que los suelos más cálidos intensifican el metabolismo microbiano. Los estudios publicados a principios de la década de 2020 indican que, si bien la microbiota del suelo todavía consume y respira principalmente carbono moderno cuando las plantas crecen durante la primavera y el verano, estos microorganismos luego se sustentan con carbono antiguo durante el invierno y lo liberan a la atmósfera.  
Por otra parte, en las antiguas zonas de permafrost se observa un aumento constante del crecimiento de la vegetación, o producción primaria, a medida que las plantas pueden echar raíces más profundas en el suelo descongelado, crecer más y absorber más carbono. En general, esta es la principal retroalimentación que contrarresta las emisiones de carbono del permafrost. Sin embargo, en áreas con arroyos y otros cursos de agua, una mayor cantidad de hojarasca ingresa a dichos cursos de agua, lo que aumenta su contenido de carbono orgánico disuelto. La lixiviación del carbono orgánico del suelo de permafrost también se acelera por el calentamiento del clima y por la erosión a lo largo de las orillas de los ríos y arroyos que liberan el carbono del suelo previamente congelado.  Además, las zonas descongeladas se vuelven más vulnerables a los incendios forestales, que alteran el paisaje y liberan grandes cantidades de carbono orgánico almacenado a través de la combustión. A medida que estos incendios arden, eliminan materia orgánica de la superficie. La eliminación de la capa orgánica protectora que aísla el suelo expone el suelo subyacente y el permafrost a una mayor radiación solar, lo que a su vez aumenta la temperatura del suelo, el espesor de la capa activa y cambia la humedad del suelo. Los cambios en la humedad y saturación del suelo alteran la relación entre la descomposición óxica y anóxica dentro del suelo. 
Una hipótesis promovida por Sergey Zimov es que la reducción de las manadas de grandes herbívoros ha aumentado la relación entre la emisión de energía y la absorción de energía de la tundra (balance energético) de una manera que aumenta la tendencia al descongelamiento neto del permafrost.  Está probando esta hipótesis en un experimento en el Parque del Pleistoceno, una reserva natural en el noreste de Siberia.  Por otra parte, el calentamiento permite a los castores extender su hábitat más al norte, donde sus represas dificultan el viaje en barco, impactan el acceso a los alimentos, afectan la calidad del agua y ponen en peligro las poblaciones de peces río abajo.  Los estanques formados por los diques almacenan calor, modificando así la hidrología local y provocando un deshielo localizado del permafrost. 

### Emisiones de metano

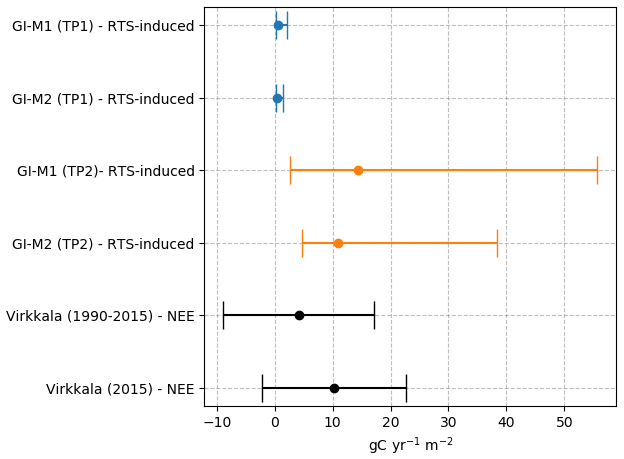
El ciclo del carbono se acelera tras un deshielo abrupto (naranja) en relación con el estado anterior de la zona (azul, negro).

El calentamiento global en el Ártico acelera la liberación de metano tanto de los depósitos existentes como de la metanogénesis en la biomasa en descomposición.  La metanogénesis requiere entornos completamente anaeróbicos, que retardan la movilización del carbono antiguo. Una revisión de Nature de 2015 estimó que las emisiones acumuladas de los sitios de permafrost anaeróbico descongelado eran entre un 75 y un 85 % inferiores a las emisiones acumuladas de los sitios aeróbicos, y que incluso allí, las emisiones de metano ascendían solo al 3 a 7% del CO2 emitido in situ (en peso de carbono). Si bien representaron entre el 25 y el 45% del impacto potencial del CO2 sobre el clima en una escala de tiempo de 100 años, la revisión concluyó que el deshielo aeróbico del permafrost todavía tenía un mayor impacto en el calentamiento en general.  Sin embargo, en 2018, otro estudio publicado en Nature Climate Change realizó experimentos de incubación de siete años y descubrió que la producción de metano se volvía equivalente a la producción de CO2 una vez que se establecía una comunidad microbiana metanogénica en el sitio anaeróbico. Este hallazgo había aumentado sustancialmente el impacto general del calentamiento representado por los sitios de descongelación anaeróbica. 
Dado que la metanogénesis requiere entornos anaeróbicos, se asocia frecuentemente con los lagos del Ártico, donde se puede observar la aparición de burbujas de metano.   Los lagos producidos por el deshielo de permafrost especialmente rico en hielo se conocen como lagos termokarst. No todo el metano producido en el sedimento de un lago llega a la atmósfera, ya que puede oxidarse en la columna de agua o incluso dentro del propio sedimento:  Sin embargo, 2022 observaciones indican que al menos la mitad del metano producido dentro de los lagos termokarst llega a la atmósfera.  Otro proceso que frecuentemente produce importantes emisiones de metano es la erosión de las laderas estabilizadas por el permafrost y su colapso final.  En conjunto, estos dos procesos (el colapso de laderas (también conocido como deshielo retrógrado o RTS) y la formación de lagos termokarst) se describen colectivamente como deshielo abrupto, ya que pueden exponer rápidamente volúmenes sustanciales de suelo a la respiración microbiana en cuestión de días, a diferencia del deshielo gradual, cm a cm, del suelo anteriormente congelado que domina en la mayoría de los entornos de permafrost. Esta rapidez se ilustró en 2019, cuando tres sitios de permafrost que habrían estado a salvo del descongelamiento bajo la trayectorias de concentración representativas "intermedia" 4,5 durante 70 años más, sufrieron un descongelamiento abrupto.  Otro ejemplo ocurrió a raíz de una ola de calor siberiana de 2020, que se descubrió que había aumentado la cantidad de RTS 17 veces en el norte de la península de Taymyr (de 82 a 1404), mientras que la movilización de carbono del suelo resultante aumentó 28 veces, a un promedio de 11 gramos de carbono por metro cuadrado por año en toda la península (con un rango entre 5 y 38 gramos). 
Hasta hace poco, el modelado de retroalimentación de carbono del permafrost (PCF) se había centrado principalmente en el deshielo gradual del permafrost, debido a la dificultad de modelar el deshielo abrupto y a las suposiciones erróneas sobre las tasas de producción de metano.  Sin embargo, un estudio de 2018, que utilizó observaciones de campo, datación por radiocarbono y teledetección para tener en cuenta los lagos termokarst, determinó que el deshielo abrupto duplicará las emisiones de carbono del permafrost para 2100.  Y un segundo estudio de 2020 mostró que, en el escenario de emisiones en constante aceleración (RCP 8.5), se proyecta que las emisiones de carbono por descongelamiento abrupto en 2,5 millones de km² proporcionarán la misma retroalimentación que el descongelamiento gradual del permafrost cercano a la superficie en los 18 millones de km² que ocupa.  Así, un deshielo abrupto añadiría entre 60 y 100 gigatoneladas de carbono para el año 2300,  aumentando las emisiones de carbono en un ~125–190% en comparación con un deshielo gradual por sí solo.  

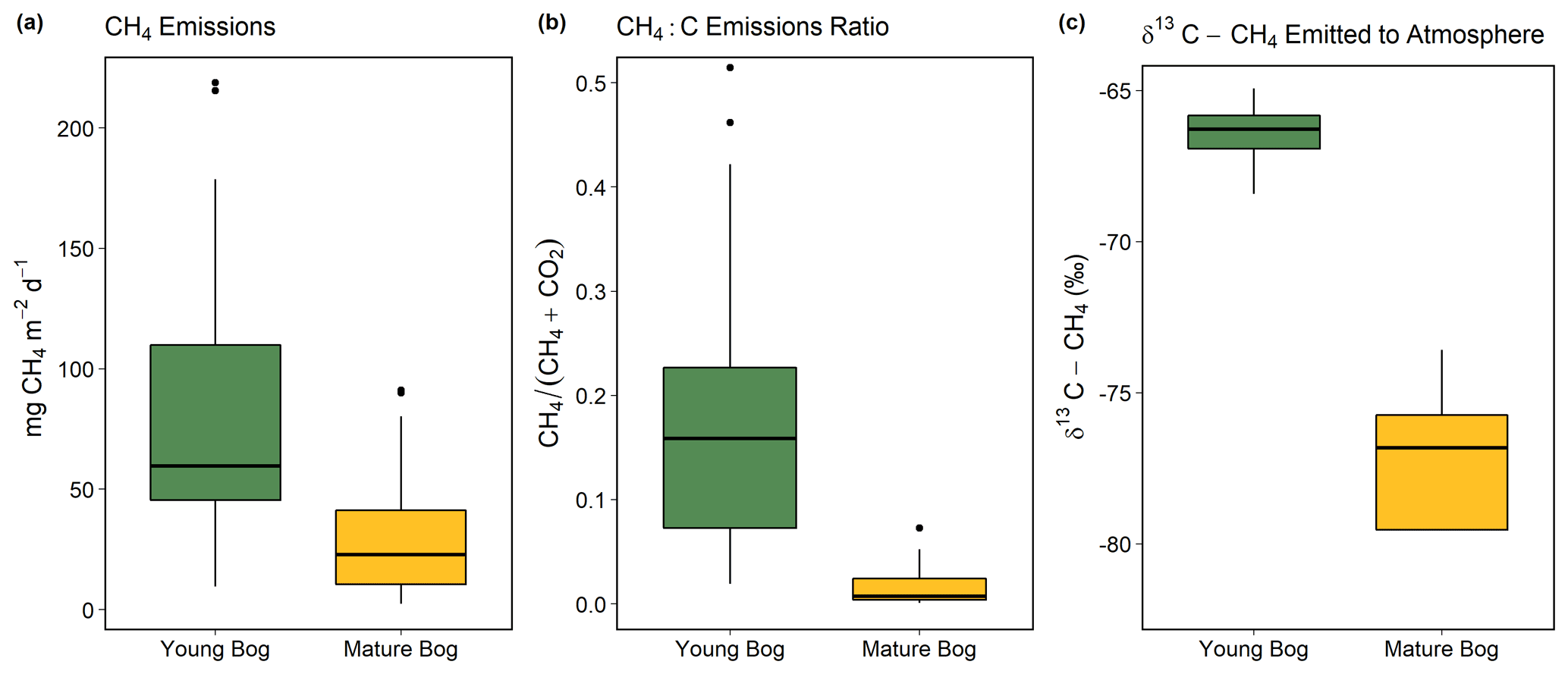
Las emisiones de metano del permafrost descongelado parecen disminuir a medida que la turbera madura con el tiempo.

Sin embargo, todavía existe un debate científico sobre la tasa y la trayectoria de la producción de metano en los entornos de permafrost descongelado. Por ejemplo, un artículo de 2017 sugirió que incluso en las turberas en descongelación con frecuentes lagos termokarst, menos del 10% de las emisiones de metano pueden atribuirse al carbono antiguo descongelado, y el resto es descomposición anaeróbica del carbono moderno.  Un estudio de seguimiento realizado en 2018 incluso había sugerido que una mayor absorción de carbono debido a la rápida formación de turba en los humedales termokarst compensaría la mayor liberación de metano.  Otro artículo de 2018 sugirió que las emisiones del permafrost son limitadas después del deshielo termokarst, pero son sustancialmente mayores después de los incendios forestales.  En 2022, un artículo demostró que las emisiones de metano de las turberas a partir del deshielo del permafrost son inicialmente bastante altas (82 miligramos de metano por metro cuadrado por día), pero disminuyen casi tres veces a medida que el permafrost madura, lo que sugiere una reducción de las emisiones de metano en varias décadas a un siglo después del deshielo abrupto. 
Sin embargo, todavía existe un debate científico sobre la tasa y la trayectoria de la producción de metano en los entornos de permafrost descongelado. Por ejemplo, un artículo de 2017 sugirió que incluso en las turberas en descongelación con frecuentes lagos termokarst, menos del 10% de las emisiones de metano pueden atribuirse al carbono antiguo descongelado, y el resto es descomposición anaeróbica del carbono moderno. Un estudio de seguimiento en 2018 incluso había sugerido que una mayor absorción de carbono debido a la rápida formación de turba en los humedales termokarst compensaría la mayor liberación de metano. Otro artículo de 2018 sugirió que las emisiones de permafrost son limitadas después del deshielo termokarst, pero son sustancialmente mayores después de los incendios forestales. En 2022, un artículo demostró que las emisiones de metano de las turberas a partir del deshielo del permafrost son inicialmente bastante altas (82 miligramos de metano por metro cuadrado por día), pero disminuyen casi tres veces a medida que el permafrost madura, lo que sugiere una reducción de las emisiones de metano en varias décadas a un siglo después del deshielo abrupto.

### Permafrost submarino

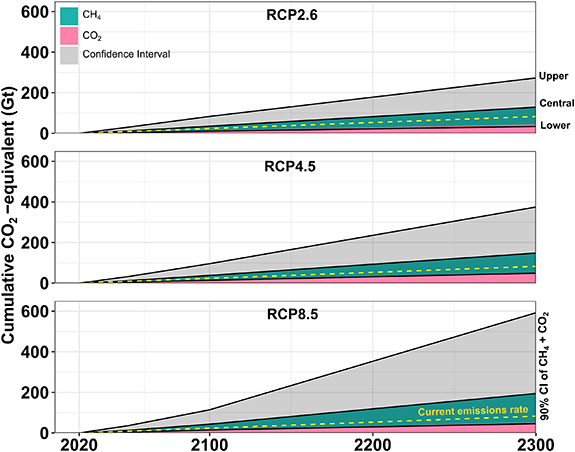
Emisiones de dióxido de carbono y metano (en equivalente) únicamente del permafrost submarino en los diferentes escenarios de trayectorias de concentración representativas a lo largo del tiempo.

El permafrost submarino se encuentra debajo del lecho marino y existe en las plataformas continentales de las regiones polares.  Por lo tanto, puede definirse como "las áreas de plataforma continental no glaciadas expuestas durante el último máximo glacial (UMG, ~26 500 AP) que actualmente están inundadas". Grandes reservas de materia orgánica (MO) y metano se acumulan debajo y dentro de los depósitos de permafrost submarinos. Esta fuente de metano es diferente de los clatratos de metano, pero contribuye al resultado general y a las retroalimentaciones en el sistema climático de la Tierra. 
Se ha estimado que el tamaño del permafrost submarino actual es de 2 millones de km² (aproximadamente 1/5 del tamaño del dominio del permafrost terrestre), lo que constituye una reducción del 30 al 50% desde el UMG. Contiene alrededor de 560 GtC en MO y 45 GtC en CH4, con una liberación actual de 18 y 38 MtC por año respectivamente, lo que se debe al calentamiento y deshielo que el dominio del permafrost submarino ha estado experimentando desde después del UMG (hace unos 14000 años). De hecho, debido a que los sistemas de permafrost submarino responden en escalas de tiempo milenarias al calentamiento climático, los flujos actuales de carbono que emiten al agua son una respuesta a los cambios climáticos que ocurrirán después del UMG. Por lo tanto, los efectos del cambio climático provocado por el hombre en el permafrost submarino solo se verán dentro de cientos o miles de años. Según las predicciones bajo un escenario de emisiones sin cambios RCP 8.5, para el año 2100, 43 GtC podrían liberarse del dominio del permafrost submarino, y 190 GtC para el año 2300. Mientras que para el escenario de bajas emisiones RCP 2.6 se estiman 30% menos de emisiones. Esto constituye una importante aceleración de la liberación de carbono, impulsada por el hombre, en los próximos siglos. 

### Acumulativo
Un artículo de perspectivas de 2018 que analiza los puntos de inflexión en el sistema climático activados alrededor de 2 °C (3,6 °F) de calentamiento global sugirió que en este umbral, el deshielo del permafrost agregaría otros 0,09 °C (0,16 °F) a las temperaturas globales para 2100, con un rango de 0,04-0,16 °C (0,072-0,288 °F). En 2021, otro estudio estimó que en un futuro en el que se alcanzaran cero emisiones después de una emisión de otros 1000 Pg C a la atmósfera (un escenario en el que las temperaturas normalmente se mantienen estables después de la última emisión, o comienzan a disminuir lentamente), el carbono del permafrost agregaría 0,06 °C (0,11 °F) (con un rango de 0,02-0,14 °C (0,036–0,252 °F)) 50 años después de la última emisión antropogénica, 0,09 °C (0,16 °F) (0,04–0,21 °C (0,072–0,378 °F)) 100 años después y 0,27 °C (0,49 °F) (0,12–0,49 °C (0,22–0,88 °F)) 500 años después. Sin embargo, ninguno de los estudios pudo tener en cuenta el deshielo abrupto.
En 2020, un estudio de las turberas de permafrost del norte (un subconjunto más pequeño de toda la superficie de permafrost, que abarca 3,7 millones de km² de los 18 millones de km² estimados  ) equivaldría a aproximadamente el 1% del forzamiento radiativo antropogénico para 2100, y que esta proporción se mantiene igual en todos los escenarios de calentamiento considerados, desde 1,5 °C (2,7 °F) hasta 6 °C (11 °F). Había sugerido además que después de 200 años más, esas turberas habrían absorbido más carbono del que habían emitido a la atmósfera. Se sugirió además que después de 200 años más, esas turberas habrían absorbido más carbono del que habían emitido a la atmósfera. 
El Sexto Informe de Evaluación del IPCC estima que el dióxido de carbono y el metano liberados del permafrost podrían ascender al equivalente de 14 a 175 mil millones de toneladas de dióxido de carbono por cada 1 °C (1,8 °F) de calentamiento.[15]: : 1237   A modo de comparación, en 2019, la emisión antropogénica anual de dióxido de carbono por sí sola ascendió a alrededor de 40 mil millones de toneladas.[15]: : 1237 

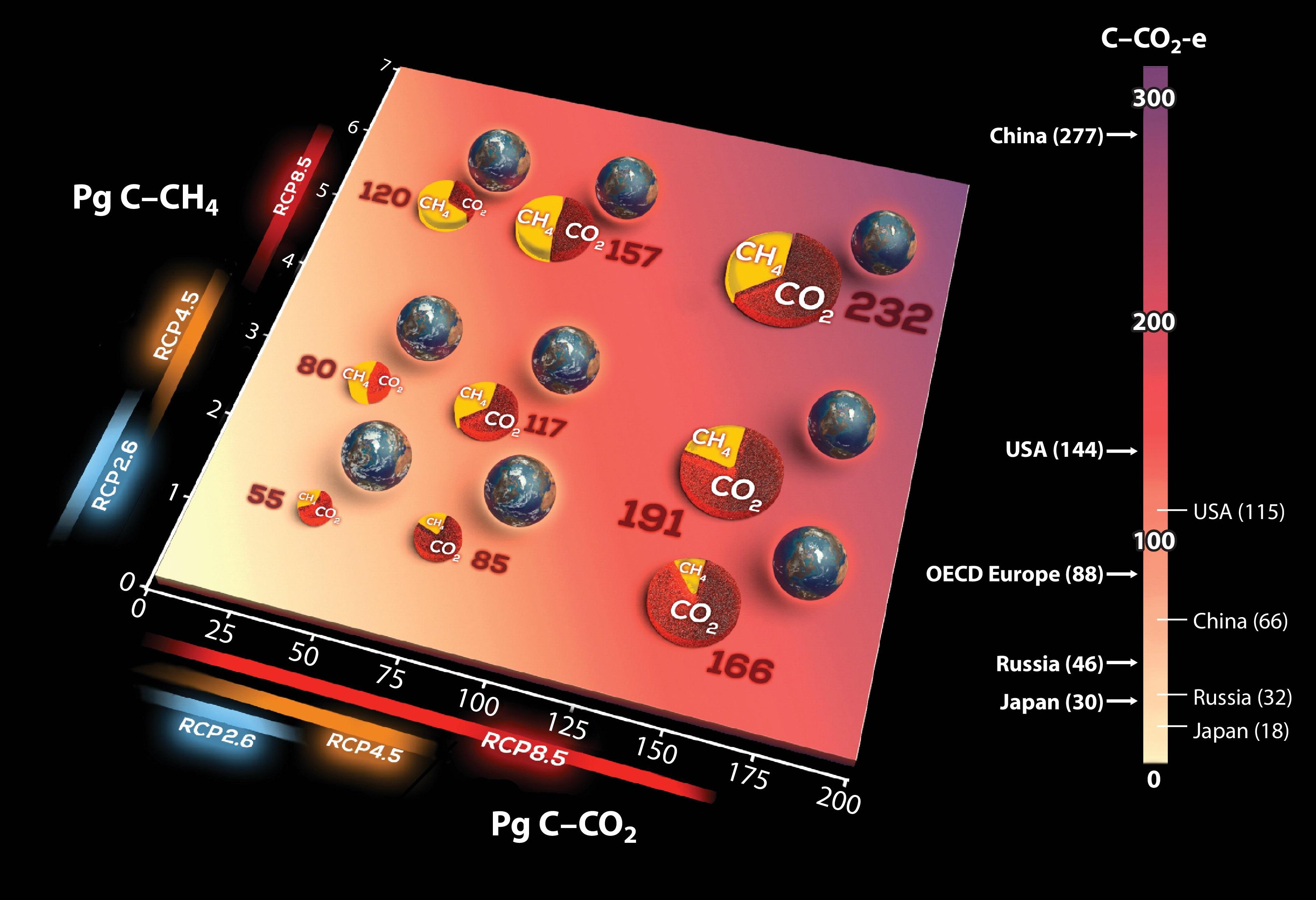
Nueve escenarios probables de emisiones de gases de efecto invernadero por el deshielo del permafrost durante el siglo XXI, que muestran una reducción limitada, moderada e intensa y Respuesta de las emisiones a vías de concentración representativas de emisiones bajas, medias y altas. La barra vertical utiliza las emisiones de grandes países seleccionados como comparación: el lado derecho de la escala muestra sus emisiones acumuladas desde el inicio de la Revolución Industrial, mientras que el lado izquierdo muestra las emisiones acumuladas de cada país para el resto del siglo XXI si se mantuvieran sin cambios respecto de sus niveles de 2019.

Una evaluación de 2021 del impacto económico de los puntos de inflexión climáticos estimó que las emisiones de carbono del permafrost aumentarían el costo social del carbono en aproximadamente un 8,4%  Sin embargo, los métodos de esa evaluación han generado controversia: cuando investigadores como Steve Keen y Timothy Lenton los acusaron de subestimar el impacto general de los puntos de inflexión y de los niveles más altos de calentamiento en general,  los autores concedieron algunos de sus puntos. 
En 2021, un grupo de destacados investigadores del permafrost, como Merritt Turetsky, presentó su estimación colectiva de las emisiones del permafrost, incluidos los procesos de descongelación abrupta, como parte de un esfuerzo por abogar por una reducción del 50% de las emisiones antropogénicas para 2030 como un hito necesario para ayudar a alcanzar el cero neto para 2050. Sus cifras de emisiones combinadas del permafrost para 2100 ascendieron a 150-200 mil millones de toneladas de dióxido de carbono equivalente con un calentamiento de 1,5 °C (2,7 °F), 220-300 mil millones de toneladas con un calentamiento de 2 °C (3,6 °F) y 400-500 mil millones de toneladas si se permitía que el calentamiento superara los 4 °C (7,2 °F). Compararon esas cifras con las emisiones actuales extrapoladas de Canadá, la Unión Europea y los Estados Unidos o China, respectivamente. La cifra de 400-500 mil millones de toneladas también sería equivalente al presupuesto restante actual para permanecer dentro de un objetivo de 1,5 °C (2,7 °F). Una de las científicas involucradas en ese esfuerzo, Susan M. Natali del Woods Hole Research Centre, también había liderado la publicación de una estimación complementaria en un artículo de PNAS ese año, que sugería que cuando la amplificación de las emisiones del permafrost por el deshielo abrupto y los incendios forestales se combina con el rango previsible de emisiones antropogénicas en el futuro cercano, evitar la superación (o "sobrepaso") del calentamiento de 1,5 °C (2,7 °F) ya es inverosímil, y los esfuerzos para alcanzarlo pueden tener que depender de emisiones negativas para obligar a la temperatura a bajar.
Una evaluación actualizada de los puntos de inflexión climáticos de 2022 concluyó que el deshielo abrupto del permafrost agregaría un 50% a las tasas de deshielo gradual y sumaría 14 mil millones de toneladas de emisiones equivalentes de dióxido de carbono para 2100 y 35 mil millones de toneladas para 2300 por cada grado de calentamiento. Esto tendría un impacto de calentamiento de 0,04 °C (0,072 °F) por cada grado completo de calentamiento para 2100, y 0,11 °C (0,20 °F) por cada grado completo de calentamiento para 2300. También sugirió que entre 3 °C (5,4 °F) y 6 °C (11 °F) grados de calentamiento (con la cifra más probable alrededor de 4 °C (7,2 °F) grados) un colapso a gran escala de las áreas de permafrost podría volverse irreversible, agregando entre 175 y 350 mil millones de toneladas de emisiones equivalentes de CO2, o 0,2–0,4 °C (0,36–0,72 °F) grados, durante aproximadamente 50 años (con un rango entre 10 y 300 años).  